# Sân vận động Zagłębia Lubin
Sân vận động Zagłębia Lubin là một sân vận động bóng đá nằm ở Lubin, Ba Lan. Đây là sân nhà của câu lạc bộ Zagłębie Lubin. Sân vận động có sức chứa 16.086 người.
Từ khi mở cửa vào năm 2009 đến tháng 1 năm 2012, công ty viễn thông Ba Lan Telefonia Dialog được trao quyền đặt tên cho sân vận động này.
Sân vận động đa dụng cũ được xây dựng vào ngày 22 tháng 7 năm 1985 với sức chứa 35.000. Việc xây dựng một sân vận động mới bắt đầu vào ngày 18 tháng 9 năm 2007. Zagłębie đã chơi trận đấu chính thức đầu tiên tại sân vận động mới vào ngày 14 tháng 3 năm 2009 với đối thủ là Górnik Leczna. Chỉ có ba khán đài được mở. Khán đài chính đã được hoàn thành vào năm 2010.

## Đặc điểm
Sân vận động mới được xây dựng ở cùng địa điểm với sân vận động cũ. Việc xây dựng của nó bắt đầu vào ngày 18 tháng 9 năm 2007. Khán đài của sân vận động cũ mở cửa năm 1985 được đặt trên những ngọn đồi nhân tạo. Phần lớn (khoảng 65%) trong số đó, đã bị phá hủy trong giai đoạn đầu xây dựng. Sân chơi đã được di chuyển gần 20 mét so với sân vận động cũ. Đấu trường Dialog không phải là hiện đại hóa của cơ sở cũ - nó đã được xây dựng hoàn toàn từ đầu. 

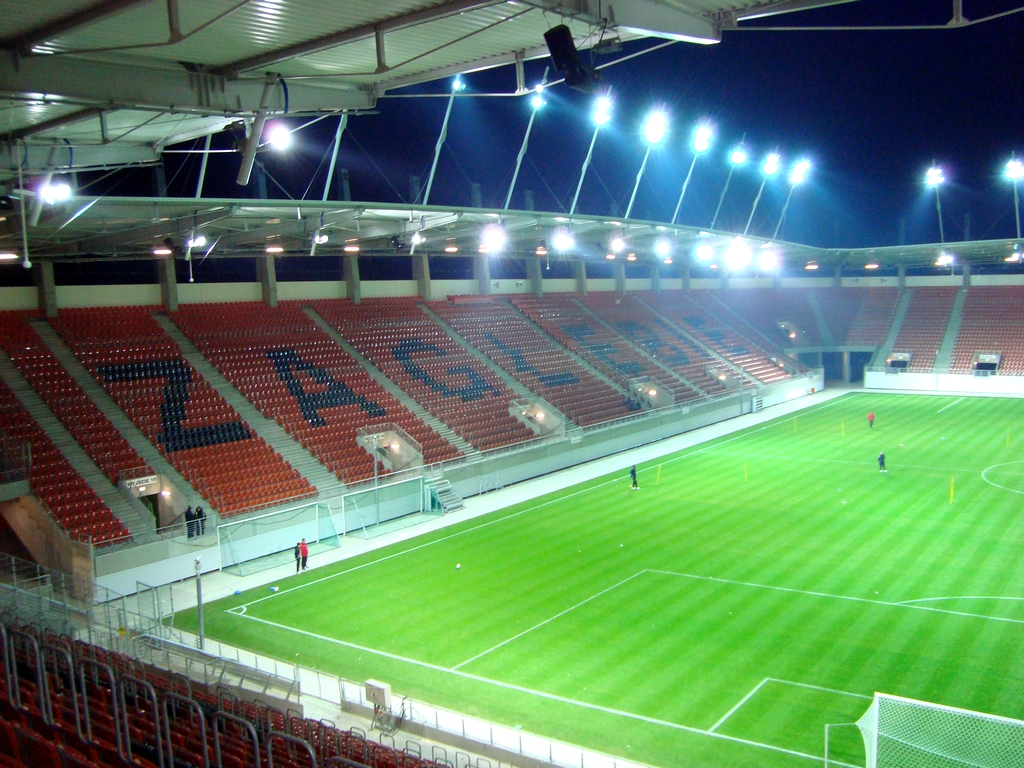
Đấu trường Dialog vào ban đêm

## Quyền đặt tên
Quyền đặt tên cho sân vận động đã được bán cho công ty viễn thông Ba Lan Telefonia Dialog. Hợp đồng chính thức được ký kết vào ngày 3 tháng 2 năm 2009. Từ đó đến tháng 2 năm 2012, sân vận động được gọi là "Đấu trường Dialog". Từ tháng 2 năm 2012 sân vận động trở lại tên tiêu chuẩn ban đầu - Sân vận động Zagłębia Lubin 

## Các trận đấu của đội tuyển quốc gia Ba Lan
Cho đến nay, đội tuyển bóng đá quốc gia Ba Lan mới chỉ chơi 1 trận trên sân vận động Zagłębia Lubin (khi đó còn là Đấu trường Dialog - trong trận đấu này). 
| Số | Loại     | Ngày                     | Đối thủ                | Người tham dự | Kết quả     | Người ghi bàn cho Ba Lan |
| -- | -------- | ------------------------ | ---------------------- | ------------- | ----------- | ------------------------ |
| 1  | Giao hữu | Ngày 10 tháng 8 năm 2011 | liên_kết=\|viền Gruzia | 12310         | 1: 0 (1: 0) | Jakub Błaszchotowski     |